# ووهینداوا
ووهینداوا (به لاتین: Vohindava) یک منطقهٔ مسکونی در ماداگاسکار است که در وهیپنو واقع شده‌است. ووهینداوا ۱۲٬۰۰۰ نفر جمعیت دارد و ۱۱ متر بالاتر از سطح دریا واقع شده‌است.